# Waldschutzgebiet Pui Pui
Das Waldschutzgebiet Pui Pui (span. Bosque de Protección Pui Pui – BPPP) befindet sich in der Region Junín in Zentral-Peru. Das Schutzgebiet wurde am 31. Januar 1985 durch die Resolución Suprema Nº 0042-85-AG/DGFF eingerichtet. Die staatliche Naturschutz-Agentur Servicio Nacional de Areas Naturales Protegidas por el Estado (SERNANP) ist die für das Schutzgebiet zuständige Behörde. Das Waldschutzgebiet besitzt eine Größe von 600 km². Es dient der Erhaltung einer Gebirgslandschaft mit tropischen Nebelwäldern sowie in den höheren Lagen der Puna-Höhenstufe der Cordillera del Pui Pui, einem Gebirgszug der peruanischen Zentralkordillere, und damit einem Ökosystem endemischer und bedrohter Pflanzen- und Tierarten. Es wird in der IUCN-Kategorie VI als ein Schutzgebiet geführt, dessen Management der nachhaltigen Nutzung natürlicher Ökosysteme und Lebensräume dient.

## Lage
Das Waldschutzgebiet liegt in den Distrikten Vitoc, San Ramón, Chanchamayo, Perené und Pichanaqui der Provinz Chanchamayo, im Distrikt Monobamba der Provinz Jauja sowie im Distrikt Pampa Hermosa der Provinz Satipo. Das Schutzgebiet hat eine annähernd rechteckige Gestalt (, , , ). Im Südosten verläuft die Grenze entlang dem Oberlauf des Río Ipoqui. Das Gebiet umfasst die bis zu 4900 m hohe Cordillera del Pui Pui. Diese wird nach Westen und Nordwesten zum Río Tulumayo, nach Norden über die Flüsse Río Huatziroqui und Río Pichanaqui sowie nach Nordosten über den Río Ipoqui entwässert.

## Ökosystem
Das Waldschutzgebiet bietet Lebensraum für verschiedene endemische und bedrohte Tier- und Pflanzenarten. Zu den Säugetieren im Areal gehören der Puma (Puma concolor), der Brillenbär (Tremarctos ornatus), der Weißwedelhirsch (Odocoileus virginianus), der Nordpudu (Pudu mephistopheles), der Südamerikanische Nasenbär (Nasua nasua), das Pelzgürteltier (Dasypus pilosus), der Colocolo (Oncifelis colocolo), der Südamerikanische Fischotter (Lontra longicaudis), das Kalinowski-Aguti (Dasyprocta kalinowskii) und das Langschwanzwiesel (Mustela frenata). Zur Vogelwelt des Gebietes zählen die Andengans (Chloephaga melanoptera), die Braunkopfente (Anas flavirostris), der Bergkarakara (Phalcoboenus megalopterus), der Andenibis (Theristicus branickii), die Schwarzkopf-Ruderente (Oxyura ferrugínea), der Kuhreiher (Bubulcus ibis) und der Punasichler (Plegadis ridgwayi). Zu den Amphibien im Waldschutzgebiet gehören die Gattungen der Anden-Pfeiffrösche (Telmatobius) und der Beutelfrösche (Gastrotheca) sowie die Kröten-Art Rhinella spinulosa. Etwa 5 km südöstlich des Waldschutzgebietes befindet sich die Typlokalität der 2017 neu beschriebenen Froschart Phrynopus inti aus der Gattung Phrynopus. Diese wurde bisher an sechs Stellen gefunden, darunter zwei innerhalb des Waldschutzgebietes Pui Pui. Eine weitere neu beschriebene Amphibienart im Waldschutzgebiet ist Pristimantis attenboroughi aus der Familie Craugastoridae.